# Gelsenkirchen-Buer
Gelsenkirchen-Buer is een stadsdeel van Gelsenkirchen (Noordrijn-Westfalen). Buer telt ongeveer 34.000 inwoners. De plaats ligt ten noorden van het Rijn-Hernekanaal op ongeveer 8 km van het centrum van Gelsenkirchen.
Tot 1928 was Buer een zelfstandige stad. Tot 21 mei 1930 was Gelsenkirchen-Buer de naam van de huidige gemeente Gelsenkirchen.

## Afbeeldingen

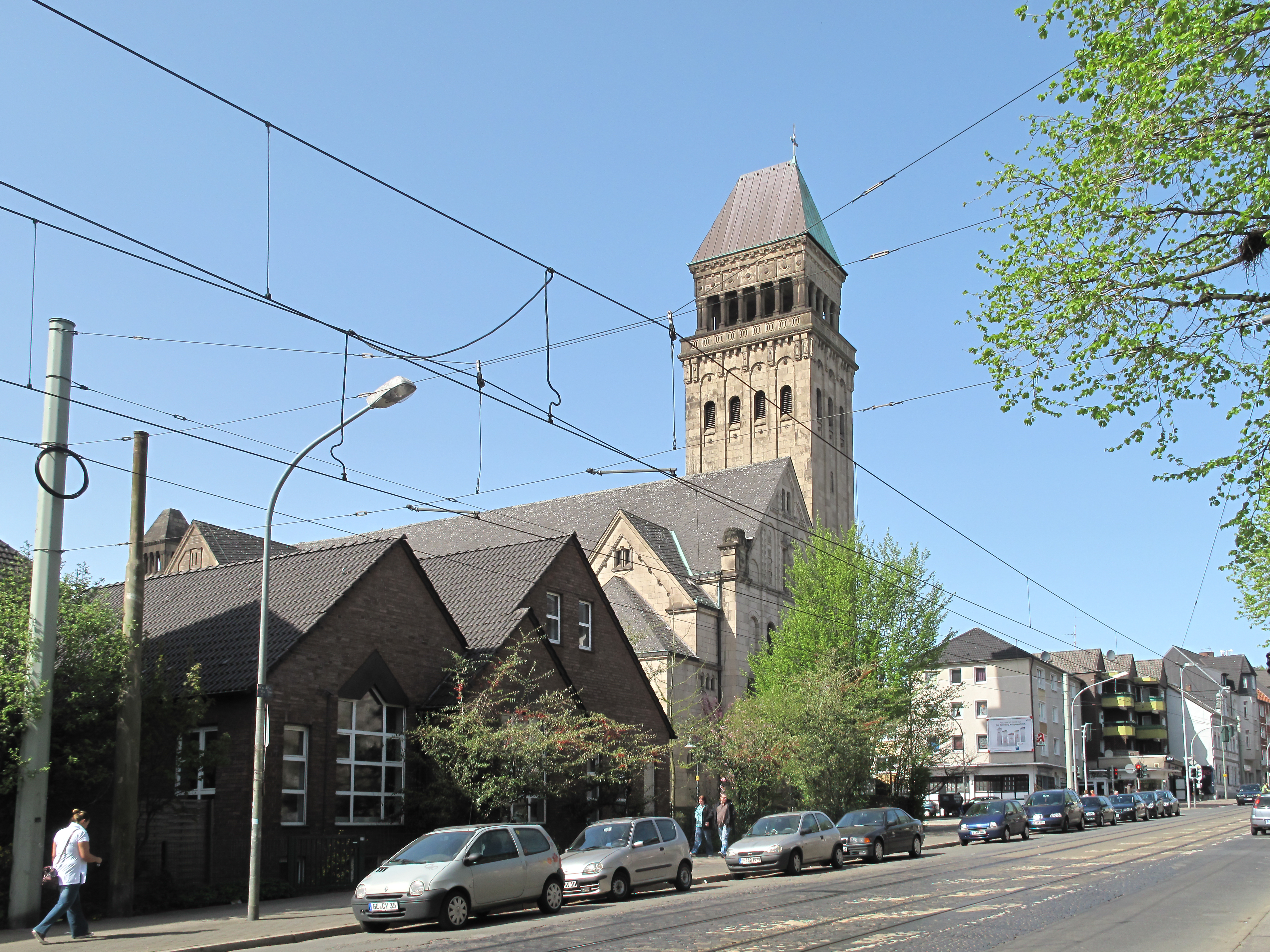
Sankt Ludgeruskirche
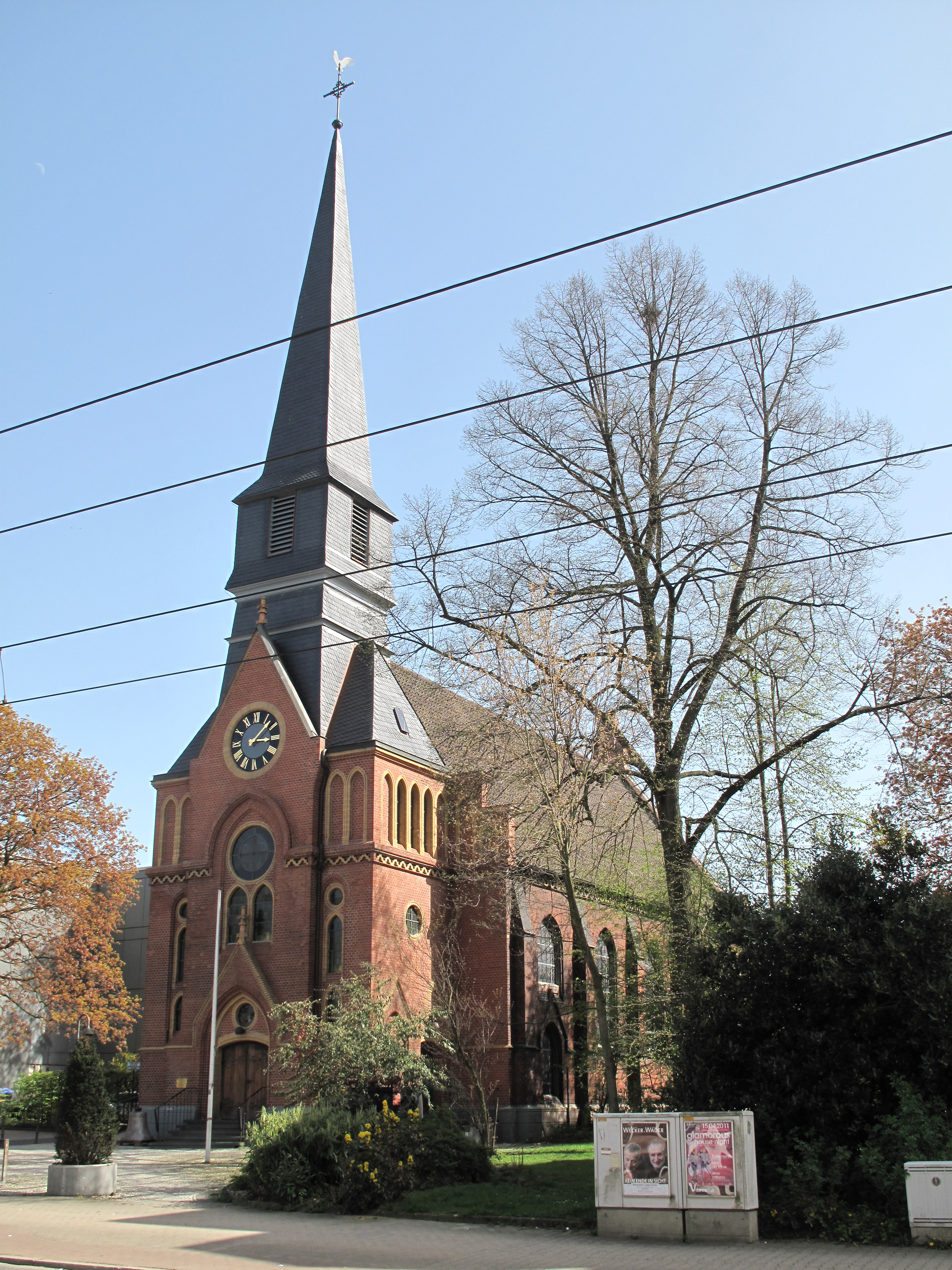
Apostelkirche

## Geboren
- Josef Harpe, (1887-1968), generaal
- Alfred Kelbassa (1925-1988), voetballer
- Auguste van Pels (1900-1945), tijdens WO II onderduikster in het Achterhuis
- Harald zur Hausen (1936-2023), arts, viroloog en Nobelprijswinnaar (2008)
- Gerd Faltings (1954), wiskundige
- Hamit Altıntop (1982), voetballer
- Halil Altıntop (1982), voetballer
- Sebastian Ernst (1984), atleet
- Manuel Neuer (1986), voetbaldoelman
- Mesut Özil (1988), voetballer